# نورون حرکتی فوقانی
نورون حرکتی فوقانی (به انگلیسی: Upper Motor Neuron) آن دسته از نورون‌هایی که مسیر آنها از مغز تا هسته‌های حرکتی ساقه مغز یا از مغز تا نورون‌های شاخ پیشین نخاع کشیده می‌شود، گفته می‌شود.
دو راه اصلی UMN عبارتنداز:
- راه هرمی یا راه قشری نخاعی[۱]
- راه قشری بصل النخاعی یا راه قشری‌پیازی[۲]

راه هرمی (Pyramidal Tract) که همان راه کورتیکواسپاینال می‌باشد از قشر مغز شروع می‌شود و برجستگی‌های پیرامید را در ناحیه بصل النخاع به وجود می‌آورد. اکثر فیبرهای راه هرمی در ناحیه میان بصل النخاع و نخاع به طرف مقابل بدن می‌روند.
راه هرمی بیشتر روی نورون‌های حرکتی پیشین (Anterior Motor Neurons) و نورون‌های واسطه‌ای(Interneurons) نخاع ختم می‌شوند.
نورون‌های حرکتی پیشین نخاع خود دو نوع می‌باشند:
- نورون حرکتی آلفا[۳]
- نورون حرکتی گاما[۴]

آلفا موتور نورون‌ها به فیبرهای خارج دوکی عضله می‌روند و بنابراین در عمل انقباض عضلات اسکلتی نقش دارند. گاما موتور نورون‌ها فیبرهای داخل دوک عضله را عصب رسانی می‌کنند. آلفا موتور نورون‌ها و گاما موتور نورون‌ها که در تیغه نهم نخاع قرار گرفته‌اند تحت تأثیر راه‌های حرکتی نزولی قرار دارند.

## راه‌های حرکتی نزولی
راه‌های حرکتی نزولی شامل دو راه می‌باشند:
- دستگاه هرمی (شامل راه هرمی و راه قشری بصل النخاعی)
- راه‌های خارج هرمی(Extrapyramidal Tracts)

راه‌های خارج هرمی شامل شش راه می‌باشند.
راه هرمی به علت نقش مهمی که در فرایند کنترل حرکت دارد ازنظر بالینی حائز اهمیت است. به همین ترتیب راه قشری بصل النخاعی که در ارتباط با اعصاب مغزی مربوطه می‌باشد در بیماری‌های نورولوژی مهم هستند.

## بحث نورون حرکتی فوقانی
علت بحث نورون حرکتی فوقانی یا نورون حرکتی تحتانی در نورولوژی از این جهت اهمیت دارد که بتوان نوع و سطح آسیب دستگاه عصبی را تعیین کرد.
به عنوان نمونه سندرم هرمی(Pyramidal Syndrome) بحثی دربارهٔ ضایعه نورون حرکتی فوقانی (UMNL) است. درحالیکه مثلاً در سندرم گیلن باره یک بحث ضایعه نورون حرکتی تحتانی (LMNL) است. بعد از اینکه نوع آسیب مشخص شد آنگاه می‌توان مشخص کرد که سطح آسیب هر کدام در کجاست؟ اگر در سندرم پیرامیدال که یک آسیب نورون حرکتی فوقانی محسوب می‌شود سطح ضایعه در کدام یک از مناطق است؟
- نخاع
- ساقه مغز
- بالای ساقه مغز
- بالای محل تقاطع هرمی

علایم بیمار در هریک از مناطق نسبت به یکدیگر تفاوت دارد.

## نشانه‌های آسیب نورون حرکتی فوقانی
مهمترین علایم آسیب نورون حرکتی فوقانی(UMNL) شامل موارد زیر است:
- وجود رفلکس بابنسکی
- عموماً تون عضلانی افزایش می‌یابد که از آن به اسپاستیسیتی(Spasticity) یا هیپرتونی یاد می‌شود.
- عدم وجود فاسیکولاسیون(Fasciculation)
- افزایش رفلکس‌های تاندونی عمقی
- کاهش یا ازبین رفتن رفلکس‌های پوستی شکمی
- عدم وجود آتروفی عضلانی (مگر در موارد عدم استفاده از اندام آسیب دیده در مدت زمان طولانی)
- وجود کلونوس(Clonus) (در آسیب‌های شدید)